# Монклова (Монклова, Коавила)
Монклова (шп. Monclova) насеље је у Мексику у савезној држави Коавила у општини Монклова. Насеље се налази на надморској висини од 609 м.

## Становништво
Према подацима из 2010. године у насељу је живело 215271 становника.

### Хронологија
| Година       | 2000                   | 2005                    | 2010                     |
| ------------ | ---------------------- | ----------------------- | ------------------------ |
| Становништво | 192554 (95214 / 97340) | 198819 (98420 / 100399) | 215271 (106901 / 108370) |

### Попис
| \| \| м \| \| \| ж \| \| 0—2 \| 5.790 \| \| \| 5.577 \| \| 3—5 \| 5.874 \| \| \| 5.789 \| \| 6—11 \| 12.275 \| \| \| 11.816 \| \| 12—14 \| 6.027 \| \| \| 5.926 \| \| 15—17 \| 6.330 \| \| \| 6.024 \| \| 18—24 \| 13.067 \| \| \| 12.794 \| \| 60+ \| 9.251 \| \| \| 10.154 \| \| Просек : \| 29,7 \| \| \| 30,4 \| |        |  |  |        |
| |        |  |  |        |
| | м      |  |  | ж      |
| 0—2 | 5.790  |  |  | 5.577  |
| 3—5 | 5.874  |  |  | 5.789  |
| 6—11 | 12.275 |  |  | 11.816 |
| 12—14 | 6.027  |  |  | 5.926  |
| 15—17 | 6.330  |  |  | 6.024  |
| 18—24 | 13.067 |  |  | 12.794 |
| 60+ | 9.251  |  |  | 10.154 |
| Просек : | 29,7   |  |  | 30,4   |

| #   | Индикатор                                                                                        | Вредност |
| --- | ------------------------------------------------------------------------------------------------ | -------- |
| 1   | Становништво од 0 до 2 године                                                                    | 11367    |
| 2   | Мушко становништво од 0 до 2 године                                                              | 5790     |
| 3   | Женско становништво од 0 до 2 године                                                             | 5577     |
| 4   | Становништво са 3 и више година                                                                  | 202171   |
| 5   | Мушко становништво са 3 и више година                                                            | 100238   |
| 6   | Женско становништво са 3 и више година                                                           | 101933   |
| 7   | Становништво са 5 и више година                                                                  | 194356   |
| 8   | Мушко становништво са 5 и више година                                                            | 96320    |
| 9   | Женско становништво са 5 и више година                                                           | 98036    |
| 10  | Становништво са 12 и више година                                                                 | 166417   |
| 11  | Мушко становништво са 12 и више година                                                           | 82089    |
| 12  | Женско становништво са 12 и више година                                                          | 84328    |
| 13  | Становништво са 15 и више година                                                                 | 154464   |
| 14  | Мушко становништво са 15 и више година                                                           | 76062    |
| 15  | Женско становништво са 15 и више година                                                          | 78402    |
| 16  | Становништво са 18 и више година                                                                 | 142110   |
| 17  | Мушко становништво са 18 и више година                                                           | 69732    |
| 18  | Женско становништво са 18 и више година                                                          | 72378    |
| 19  | Становништво од 3 до 5 година                                                                    | 11663    |
| 20  | Мушко становништво од 3 до 5 година                                                              | 5874     |
| 21  | Женско становништво од 3 до 5 година                                                             | 5789     |
| 22  | Становништво од 6 до 11 година                                                                   | 24091    |
| 23  | Мушко становништво од 6 до 11 година                                                             | 12275    |
| 24  | Женско становништво од 6 до 11 година                                                            | 11816    |
| 25  | Становништво од 8 до 14 година                                                                   | 28435    |
| 26  | Мушко становништво од 8 до 14 година                                                             | 14391    |
| 27  | Женско становништво од 8 до 14 година                                                            | 14044    |
| 28  | Становништво од 12 до 14 година                                                                  | 11953    |
| 29  | Мушко становништво од 12 до 14 година                                                            | 6027     |
| 30  | Женско становништво од 12 до 14 година                                                           | 5926     |
| 31  | Становништво од 15 до 17 година                                                                  | 12354    |
| 32  | Мушко становништво од 15 до 17 година                                                            | 6330     |
| 33  | Женско становништво од 15 до 17 година                                                           | 6024     |
| 34  | Становништво од 18 до 24 године                                                                  | 25861    |
| 35  | Мушко становништво од 18 до 24 године                                                            | 13067    |
| 36  | Женско становништво од 18 до 24 године                                                           | 12794    |
| 37  | Женско становништво од 15 до 49 година                                                           | 58270    |
| 38  | Становништво са 60 и више година                                                                 | 19405    |
| 39  | Мушко становништво са 60 и више година                                                           | 9251     |
| 40  | Женско становништво са 60 и више година                                                          | 10154    |
| 41  | Однос између мушкараца и жена                                                                    | 98.64    |
| 42  | Становништво од нуле до 14 година                                                                | 59074    |
| 43  | Становништво од 15 до 64 године                                                                  | 141934   |
| 44  | Становништво од 65 година и више                                                                 | 12530    |
| 45  | Просечан број деце                                                                               | 2.23     |
| 46  | Становништво рођено у ентитету                                                                   | 194941   |
| 47  | Мушко становништво рођено у ентитету                                                             | 96576    |
| 48  | Женско становништво рођено у ентитету                                                            | 98365    |
| 49  | Становништво рођено у другом ентитету                                                            | 17135    |
| 50  | Мушко становништво рођено у другом ентитету                                                      | 8677     |
| 51  | Женско становништво рођено у другом ентитету                                                     | 8458     |
| 52  | Становништво од 5 година и више резидентно у ентитету у јуну 2005. године                        | 189242   |
| 53  | Мушко становништво старосног доба од 5 година и више, резидентно у ентитету у јуну 2005. године  | 93480    |
| 54  | Женско становништво старосног доба од 5 и више година, резидентно у ентитету у јуну 2005. године | 95762    |
| 55  | Становништво од 5 година и више које је живело у другом ентитету у јуну 2005. године             | 2953     |
| 56  | Мушко становништво старије од 5 година које је живело у другом ентитету у јуну 2005. године      | 1608     |
| 57  | Женско становништво старије од 5 година које је живело у другом ентитету у јуну 2005. године     | 1345     |
| 58  | Становништво од 3 године и више које говори аутохтони језик                                      | 565      |
| 59  | Мушко становништво старо 3 године и више које говори аутохтони језик                             | 315      |
| 60  | Женско становништво старо 3 године и више које говори аутохтони језик                            | 250      |
| 61  | Становништво од 3 године и више које говори аутохтони језик и не говори шпански језик            | 0        |
| 62  | Мушко становништво старо 3 године и више које говори аутохтони језик и не говори шпански         | 0        |
| 63  | Женско становништво старо 3 године и више које говори аутохтони језик и не говори шпански језик  | 0        |
| 64  | Становништво старо 3 године и више које говори аутохтони језик и шпански                         | 233      |
| 65  | Мушко становништво старо 3 године и више које говори аутохтони језик и шпански                   | 138      |
| 66  | Женско становништво старо 3 године и више које говори аутохтони језик и шпански                  | 95       |
| 67  | Становништво од 5 година и више које говори аутохтони језик                                      | 554      |
| 68  | Становништво од 5 година и више које говори аутохтони језик и не говори шпански језик            | 0        |
| 69  | Становништво од 5 година и више које говори аутохтони језик и говори шпански језик               | 230      |
| 70  | Становништво у домородачким домаћинствима                                                        | 1151     |
| 71  | Становништво са ограничењима у активностима                                                      | 9584     |
| 72  | Становништво са ограниченим ходањем или кретањем, горе или доле                                  | 5702     |
| 73  | Становници са ограничењима вида, чак и уз кориштење сочива                                       | 2218     |
| 74  | Становништво са ограничењима говора, комуникације или конверзације                               | 828      |
| 75  | Становништво са ограниченим слухом                                                               | 1198     |
| 76  | Становништво са ограничењима при одевању, купању или јелу                                        | 570      |
| 77  | Становништво са ограничењима у опажању или учењу једноставних ствари                             | 464      |
| 78  | Становништво са менталним ограничењима                                                           | 951      |
| 79  | Становништво без ограничења активности                                                           | 203108   |
| 80  | Становништво од 3 до 5 година које не похађа школу                                               | 4687     |
| 81  | Мушко становништво од 3 до 5 година које не похађа школу                                         | 2375     |
| 82  | Женско становништво од 3 до 5 година које не похађа школу                                        | 2312     |
| 83  | Становништво од 6 до 11 година које не похађа школу                                              | 496      |
| 84  | Мушко становништво од 6 до 11 година које не похађа школу                                        | 243      |
| 85  | Женско становништво од 6 до 11 година које не похађа школу                                       | 253      |
| 86  | Становништво од 12 до 14 година које не похађа школу                                             | 705      |
| 87  | Мушко становништво од 12 до 14 година које не похађа школу                                       | 384      |
| 88  | Женско становништво од 12 до 14 година које не похађа школу                                      | 321      |
| 89  | Становништво од 15 до 17 година похађа школу                                                     | 9119     |
| 90  | Мушко становништво од 15 до 17 година похађа школу                                               | 4664     |
| 91  | Женско становништво између 15 и 17 година живота у школи                                         | 4455     |
| 92  | Становништво од 18 до 24 године похађа школу                                                     | 8756     |
| 93  | Мушко становништво од 18 до 24 године похађа школу                                               | 4555     |
| 94  | Женско становништво од 18 до 24 године похађа школу                                              | 4201     |
| 95  | Становништво од 8 до 14 година које не може да чита и пише                                       | 305      |
| 96  | Мушко становништво старосног доба од 8 до 14 година које не може да чита и пише                  | 181      |
| 97  | Женско становништво старосног доби од 8 до 14 година које не може да чита и пише                 | 124      |
| 98  | Становништво од 15 година и више које је неписмено                                               | 2492     |
| 99  | Мушко становништво од 15 година и више које је неписмено                                         | 1053     |
| 100 | Женско становништво од 15 година и више које је неписмено                                        | 1439     |
| 101 | Становништво старо 15 и више година без школовања                                                | 3909     |
| 102 | Мушко становништво старо 15 и више година без школовања                                          | 1752     |
| 103 | Женско становништво старо 15 и више година без школовања                                         | 2157     |
| 104 | Становништво старосног доба 15 и више година са непотпуним основним образовањем                  | 9198     |
| 105 | Мушко становништво старосног доба од 15 година и више са непотпуном основним образовањем         | 3967     |
| 106 | Женско становништво старосног доба 15 и више година са непотпуном основним образовањем           | 5231     |
| 107 | Становништво старо 15 и више година са комплетним основним образовањем                           | 20989    |
| 108 | Мушко становништво старо 15 година и више са комплетним основним образовањем                     | 9876     |
| 109 | Женско становништво старо 15 и више година са комплетним основним образовањем                    | 11113    |
| 110 | Становништво старосног доба 15 и више година са непотпуним средњим образовањем                   | 6217     |
| 111 | Мушко становништво старосног доба од 15 година и више са непотпуним средњим образовањем          | 3459     |
| 112 | Женско становништво старосног доба од 15 година и више са непотпуним средњим образовањем         | 2758     |
| 113 | Становништво старо 15 и више година са пуним секундарном образовањем                             | 37646    |
| 114 | Мушко становништво старосног доба од 15 година и више са пуним секундарном образовањем           | 19184    |
| 115 | Женско становништво старосног доба од 15 година и више са пуним секундарном образовањем          | 18462    |
| 116 | Становништво старије од 18 година са постосновним образовањем                                    | 66397    |
| 117 | Мушко становништво старије од 18 година са постосновним образовањем                              | 34072    |
| 118 | Женско становништво старије од 18 година са постосновним образовањем                             | 32325    |
| 119 | Просечна оцена школовања                                                                         | 10.08    |
| 120 | Просечан ниво образовања мушке популације                                                        | 10.29    |
| 121 | Просечан ниво образовања женског становништва                                                    | 9.88     |
| 122 | Економски активно становништво                                                                   | 84609    |
| 123 | Економски активна мушка популација                                                               | 56989    |
| 124 | Економски активна женска популација                                                              | 27620    |
| 125 | Становништво које није економски активно                                                         | 81173    |
| 126 | Мушко становништво које није економски активно                                                   | 24724    |
| 127 | Женско становништво које није економски активно                                                  | 56449    |
| 128 | Запослено становништво                                                                           | 80391    |
| 129 | Запослено мушко становништво                                                                     | 53800    |
| 130 | Запослено женско становништво                                                                    | 26591    |
| 131 | Незапослена популација                                                                           | 4218     |
| 132 | Незапослена мушка популација                                                                     | 3189     |
| 133 | Незапослена женска популација                                                                    | 1029     |
| 134 | Становништво без права на здравствене услуге                                                     | 34332    |
| 135 | Становништво које има право на здравствене услуге                                                | 178929   |
| 136 | Становништво које има право на ИМСС                                                              | 147397   |
| 137 | Становништво које има право на социјално осигурање                                               | 13985    |
| 138 | Становништво које има право на државно социјално осигурање                                       | 310      |
| 139 | Становништво које има право на опште осигурање или здравствено осигурање за нову генерацију      | 15706    |
| 140 | Становништво које је било једном или није било у браку током 12 година и више                    | 52595    |
| 141 | Венчано или уједињено становништво од 12 година и више                                           | 97532    |
| 142 | Становништво које је било у браку или уједињено 12 година и више                                 | 15965    |
| 143 | Становништво са католичком религијом                                                             | 167274   |
| 144 | Протестанти, еванђелисти и библијски следбеници различити од еванђелиста                         | 27379    |
| 145 | Становништво са другим религијама различитим од претходних                                       | 140      |
| 146 | Становништво без религије                                                                        | 16543    |
| 147 | Укупно пописаних домаћинства                                                                     | 58060    |
| 148 | Пописна домаћинства на челу са мушкарцима                                                        | 46993    |
| 149 | Пописна домаћинства на челу са женама                                                            | 11067    |
| 150 | Становништво у пописним домаћинствима                                                            | 213445   |
| 151 | Становништво у пописним домаћинствима на челу са мушкарцима                                      | 179888   |
| 152 | Становништво у пописним домаћинствима на челу са женама                                          | 33557    |
| 153 | Укупно домаћинстава                                                                              | 66220    |
| 154 | Укупно насељених домаћинстава                                                                    | 58613    |
| 155 | Укупно приватних кућа                                                                            | 65667    |
| 156 | Насељени приватни домови                                                                         | 58060    |
| 157 | Укупно насељених приватних кућа                                                                  | 58603    |
| 158 | Ненасељене приватне куће                                                                         | 5820     |
| 159 | Појединачна домаћинства за привремену употребу                                                   | 1787     |
| 160 | Становници у насељеним приватним кућама                                                          | 213445   |
| 161 | Насељеност станара у приватним становима                                                         | 3.68     |
| 162 | Просечно становника по соби у приватним насељеним домаћинствима                                  | 0.84     |
| 163 | Појединачна домаћинства са подовима од различитих материјала од земље                            | 57405    |
| 164 | Појединачна домаћинства у приземљу                                                               | 468      |
| 165 | Појединачна домаћинства са једном спаваћом собом                                                 | 16799    |
| 166 | Појединачна домаћинства са две спаваће собе и више                                               | 41129    |
| 167 | Појединачна домаћинства са једним собом                                                          | 1371     |
| 168 | Појединачна домаћинства са две собе                                                              | 4992     |
| 169 | Појединачна домаћинства са 3 собе и више                                                         | 51544    |
| 170 | Појединачна домаћинства која имају електрично светло                                             | 57709    |
| 171 | Појединачна домаћинства која немају електрично светло                                            | 266      |
| 172 | Појединачна домаћинства која имају водоводну воду у стамбеном простору                           | 56722    |
| 173 | Појединачна домаћинства која немају водоводну воду у стамбеном простору                          | 1151     |
| 174 | Појединачна домаћинства која имају тоалет                                                        | 57396    |
| 175 | Појединачна домаћинства која имају канализацију                                                  | 56917    |
| 176 | Појединачна домаћинства која немају канализацију                                                 | 896      |
| 177 | Појединачна домаћинства која имају електрично светло, довод воде из јавне мреже и канализацију   | 55924    |
| 178 | Појединачна домаћинства без икаквих услова                                                       | 150      |
| 179 | Појединачна домаћинства која имају радио                                                         | 50416    |
| 180 | Појединачна домаћинства која имају телевизор                                                     | 57097    |
| 181 | Појединачна домаћинства која имају фрижидер                                                      | 56241    |
| 182 | Појединачна домаћинства која имају машину за веш                                                 | 50312    |
| 183 | Појединачна домаћинства која имају аутомобил или комби                                           | 39035    |
| 184 | Појединачна домаћинства која имају рачунар                                                       | 22333    |
| 185 | Појединачна домаћинства која имају фиксну телефонску линију                                      | 32388    |
| 186 | Појединачна домаћинства која имају мобилни телефон                                               | 45271    |
| 187 | Појединачна домаћинства која имају приступ интернету                                             | 17642    |
| 188 | Величина локације                                                                                | 11       |